# Peter Doohan
Peter Doohan (Newcastle, Nueva Gales del Sur, 2 de mayo de 1961-21 de julio de 2017) fue un tenista australiano. En su carrera conquistó un torneo ATP de individuales (Adelaida en 1984) y cinco torneos ATP de dobles. Su mejor posición en el ranking de individuales fue el n.º43 en agosto de 1987. En 1987 llegó a la cuarta ronda de Wimbledon, derrotando a Boris Becker en la segunda ronda.
Falleció a los 56 años a causa de la enfermedad de la neurona motora.

## Torneos de Grand Slam
Dobles (finalista)
| Año  | Campeonato           | Pareja        | Rivales                     | Marcador         |
| 1987 | Abierto de Australia | Laurie Warder | Stefan Edberg Anders Järryd | 4-6, 4-6, 6-7(3) |